# Erdeni-yin tobči
Erdeniin Tovch ou Erdeni-yin tobči (mongol : ᠬᠠᠳ ᠤᠨ
ᠦᠨᠳᠦᠰᠦᠨ ᠦ
ᠡᠷᠳᠡᠨᠢ ᠶᠢᠨ
ᠲᠣᠪᠴᠢ, VPMC : Qadun ündüsün-ü erdeni-yin tobči, cyrillique : Хаадын үндэсний эрдэнийн товч, MNS : Khaadin undesnii erdeniin tovch, littéralement : Abrégé du trésor des khan) ou Erdeniin erkhi (Эрдэнийн эрхи, littéralement : le chapelet-trésor), parfois retranscrit Erdeni-yin erike[réf. nécessaire] est une chronique nationale mongole des Mongols orientaux (situés alors en Mongolie-Extérieure et Mongolie-Intérieure) et un ensemble de lois de Mongolie, sur le contenu du XVIIe siècle.
Il est rédigé et publié en 1662 par Sagan Setsen. Ce livre  est donc également appelé, « Les chroniques de Sagang Sechen », en référence à son auteur.

## Description
Une première traduction dans les langues occidentales a été faite en allemand et publié par le missionnaire morave, Isaac Jacob Schmidt (en) en 1829, elle-même traduite en français par Arthur de Gobineau à la fin des années 1830. Une traduction en anglais, par John Krueger (en) est appelée « The Bejeweled Summary of the Origin of the Khan: A History of the Eastern Mongols to 1662 » (L'abrégé en-bijou-té de l'origine du Khan : Une histoire des Mongols orientaux en 1662), paraît en 1967.